# Lymnastis tesquorum
Lymnastis tesquorum (лат.) — вид жужелиц из подсемейства Harpalinae. Встречается в Казахстане и Предкавказье (Ставропольский край)

## Описание
Бледно-жёлто-бурые жуки длиной 1,6-1,8 мм. Передние углы переднеспинки со щитконосной порой. Глаза мелкие, плоские.

## Экология
Жуки обитают в степях в глубоких (более 1 м) трещинах почвы.

## Классификация
Выделяют два подвида:
- Lymnastis tesquorum lutshniki Arnoldi & Kryzhanovskij, 1964 (Ставропольский край)
- Lymnastis tesquorum tesquorum Arnoldi & Kryzhanovskij, 1964 (Казахстан)